# 道の駅さかきた
道の駅さかきた（みちのえき さかきた）は、長野県東筑摩郡筑北村にある国道403号の道の駅である。

## 施設
- 駐車場
  - 普通車：21台
  - 大型車：4台
  - 身障者用：1台
- トイレ （身障者用のみ24時間利用可能）
  - 男：大 2器、小 4器
  - 女：5器
  - 身障者用：1器
- 公衆電話
- 農産物直売所「坂北やさいBOX」10:00-17:00（冬季15時）木曜定休
- 食堂「よってきましょ もえぎ亭」10:00-15:00木曜定休

## 定休日
- 毎週木曜日
- 年末年始

## アクセス
- 国道403号 - 登録路線
  - 長野県道467号坂北停車場線

## 周辺
- 差切峡
- JR篠ノ井線 坂北駅
- 坂北バスストップ（長野自動車道上）
- 小仁熊ダム